# Флавий Цецина Деций Василий
Флавий Цецина Деций Василий (на латински: Flavius Caecina Decius Basilius) е политик на Западната Римска империя през 5 век.

## Произход и политическа кариера
Произлиза от фамилията Цецинии.
През 458 г. Василий (Басилий) е преториански префект на Италия при император Майориан. Император Либий Север го номинира през 463 г. за консул заедно с Флавий Вивиан. Между 463 – 465 г. Василий е отново преториански префект на Италия, от 463 до 465 г. той е също и patricius.

## Деца
Баща е на трима сина:
- Цецина Маворций Василий Деций (консул 486 г.)
- Деций Марий Венанций Василий (консул 484 г.)
- Василий Млади (консул 480 г.), идентифициран с Флавий Цецина Деций Максим Василий[4]